# برشيروف
برشيروف (بالتشيكية: Přerov)‏ هي بلدة في إقليم أولوموتس في جمهورية التشيك، وهي مركز مقاطعة برشيروف.
يبلغ عدد سكان هذه البلدة 44,278 حسب إحصاء في سنة 2015.

## توأمة
لبرشيروف اتفاقيات توأمة مع كل من:
- إيفانو-فرانكيفسك (7 أغسطس 2010 - )[9]
- برديوف [9]
- كاوك [9]
- ديتشين [9]
- Ozimek [الإنجليزية]‏ [9]
- كيدزيرزن كوزله [9]
- كوتور [9]

## أعلام
- بيتر رومن
- دومينيكا لوزاروفا
- جدعون كلاين
- بافل هوراك
- إليسكا كلينوفا

## اقرأ أيضاً
- مقاطعة برشيروف
- ليان زيمبلر